# Stefan Beumer
Stefan Beumer (Zutphen, 28 april 1981) is een voormalige Nederlandse middellange afstandloper. Op de 800 en 1500 m behaalde hij diverse medailles tijdens de Nederlandse kampioenschappen en nam deel aan verschillende internationale toernooien. 

## Carrière

### Vele successen als junior
Reeds op jonge leeftijd begon Beumer met atletiek. Later, onder leiding van trainer Johan Voogd bij AV '34 Apeldoorn, was hij als junior erg succesvol. Zo veroverde hij in totaal elf nationale jeugdtitels, verdeeld over zes verschillende atletiekdisciplines, variërend van de 400 m indoor tot het veldlopen, waarop hij twee titels behaalde. Op de 1500 m had hij in die periode echter het meest succes, met zowel drie titels bij de B- als bij de A-junioren. Internationaal sprong op deze afstand zijn derde plaats bij de Europese jeugdkampioenschappen in 1999 te Riga er uit.
In 2000, zijn laatste juniorenjaar, stapte Beumer over naar trainer-coach Theo Joosten van atletiekvereniging Nijmegen en leverde hij op de 1500 m de unieke prestatie door zowel bij de oudste junioren als de senioren de titel te veroveren. Onder Joostens begeleiding haalde hij voorts de finale op de universiade (2001) en een halve finale tijdens de Europese kampioenschappen (2002), beide op de 800 m.

### Overstap naar PH en einde loopbaan
In 2003 sloot Beumer zich aan bij atletiekvereniging Prins Hendrik in Vught en ging trainen onder Tonnie Dirks. Onder zijn leiding behaalde Beumer nog verschillende goede resultaten bij het veldlopen, maar hij kwam tekort voor internationale successen. Door blessures moest hij zijn carrière vroegtijdig beëindigen.

### Persoonlijk
Beumer is gehuwd en heeft twee kinderen. Hij is momenteel actief als jeugdtrainer middellange afstand bij sportclub Prins Hendrik in Vught.

## Nederlandse kampioenschappen
| Onderdeel | Jaar |
| --------- | ---- |
| 1500 m    | 2000 |

## Persoonlijke records
Baan
| Onderdeel | Prestatie | Datum            | Plaats    |
| --------- | --------- | ---------------- | --------- |
| 400 m     | 48,51 s   | 9 juni 2001      | Leiden    |
| 800 m     | 1.46,57   | 20 juli 2002     | Heusden   |
| 1000 m    | 2.20,38   | 25 augustus 2000 | Brussel   |
| 1500 m    | 3.41,15   | 3 september 2000 | Glasgow   |
| 5000 m    | 14.38,5   | 8 april 2000     | Apeldoorn |

Indoor
| Onderdeel | Prestatie | Datum           | Plaats       |
| --------- | --------- | --------------- | ------------ |
| 400 m     | 49,1 s    | 7 januari 2001  | Dortmund     |
| 800 m     | 1.50,08   | 21 januari 2001 | Dortmund     |
| 1000 m    | 2.25,3    | 24 januari 1998 | Den Haag     |
| 1500 m    | 3.44,77   | 3 maart 2001    | Sindelfingen |
| 3000 m    | 8.19,73   | 3 februari 2002 | Gent         |

Weg
| Onderdeel | Prestatie | Datum            | Plaats  |
| --------- | --------- | ---------------- | ------- |
| 10 km     | 30.19     | 15 februari 2004 | Schoorl |

## Palmares

### 800 m
- 1998:  NK – 1.51,55
- 2001:  NK – 1.50,55
- 2001: .. in series EK U23 – 1.49,44
- 2001: 8e universiade te Peking – 1.56,26 (in ½ fin. 1.47,00)
- 2002:  NK – 1.49,46
- 2002: 6e in ½ fin. EK te München – 1.49,60 (in serie 1.47,66)

### 1500 m
- 1999: 7e NK – 3.53,92
- 1999:  NK – 3.50,02
- 1999:  EJK te Riga – 3.45,13
- 2000:  NK – 3.55,98
- 2000: 4e in serie WJK – 3.48,99
- 2002:  NK – 3.45,67
- 2003:  NK – 3.52,60

### veldlopen
- 1998: 61e EK voor junioren te Ferrara (5,5 km) – 18.04
- 1999: 105e WK te Belfast (8012 m) – 29.57
- 1999: 73e EK voor junioren te Verenje (6550 m) – 25.06
- 1999: 79e WK te Villamoura (8080 m) – 26.04
- 2000: 44e EK voor junioren te Malmö (6135 m) – 20.02
- 2002:  NK te Amersfoort (korte afstand = 5 km) – 16.52
- 2002: 88e WK te Dublin (korte afstand = 4270 m) – 13.12
- 2003/2004:  Cross circuit (korte afstand)
- 2006: 108e WK militairen te Tunis (korte afstand = 4,5 km) - 15.12

### overig
- 2004:  NK Ekiden (Prins Hendrik 1) – 2:11.44